# Памятник М. А. Романову
Памятник великому князю Михаилу Александровичу — памятник великому князю Михаилу Александровичу командиру 17-го Черниговского гусарского полка, сформированного в Орле.

## Описание
История Черниговского полка своими корнями уходит в XVII век. Полк, созданный из казаков гетманом Демьяном Многогрешным, был предан Переяславскому договору с Россией, подписанному Богданом Хмельницким. В 1783 году полк стал именоваться Черниговским карабинерным и входил в состав армии А. В. Суворова. В 1833 был расформирован, но в 1896 году вновь сформирован в Орле. В 1899 году в Орле построили церковь Покрова Пресвятой Богородицы Черниговского полка. В 1907 году был переименован в 17-й гусарский Черниговский. В 1909 году командиром полка стал родной брат императора Николая II Великий Князь Михаил Александрович, расстрелянный большевиками в июне 1918 года. Во время гражданской войны полк воевал на стороне белой гвардии.
Установку памятника великому князю Михаилу Александровичу инициировало Орловское отделение Императорского православного палестинского общества. На церемонии открытия присутствовал председатель этого общества Сергей Степашин. Бюст великого князя Михаила Александровича был открыт 23 августа 2016 года около здания бывшего штаба 17-го гусарского Черниговского полка. Бронзовый бюст высотой 2,7 м установлен на гранитной колонне на плинте. Скульптурная композиция стоимостью около 4 млн рублей установлена на деньги орловских благотворителей: А. Дрогайцева, А. Касьянова, Г. Миронова, С. Потёмкина, В. Строева, С. Фефелова, М. Ягельского.